# Foho Bacusaga
Der Foho Bacusaga (kurz: Bacusaga) ist ein osttimoresischer Berg im Verwaltungsamt Bobonaro (Gemeinde Bobonaro). Er hat eine Höhe von 2212 m und liegt im Nordosten des Sucos Colimau, in der Aldeia Lo’o Dasi. Der Berg an der Grenze zur Gemeinde Ainaro bildet den höchsten Punkt der Gemeinde Bobonaro. Er gehört zu einem Ausläufer der Ramelau-Berge, der durch die Mitte der Aldeia Lo’o Dasi verläuft. Südwestlich benachbart liegt der Gueroaben (2118 m). Hangabwärts befindet sich im Westen das Dorf Beamoas. Östlich liegt in Ainaro das Quellgebiet des Flusses Mola.